# Stanisława Angel-Engelówna
Stanisława Angel-Engelówna (sinh ngày 23 tháng 4 năm 1908 tại Warszawa, mất ngày 7 tháng 8 năm 1958 tại Szczecin) là nữ diễn viên Ba Lan.

## Tiểu sử

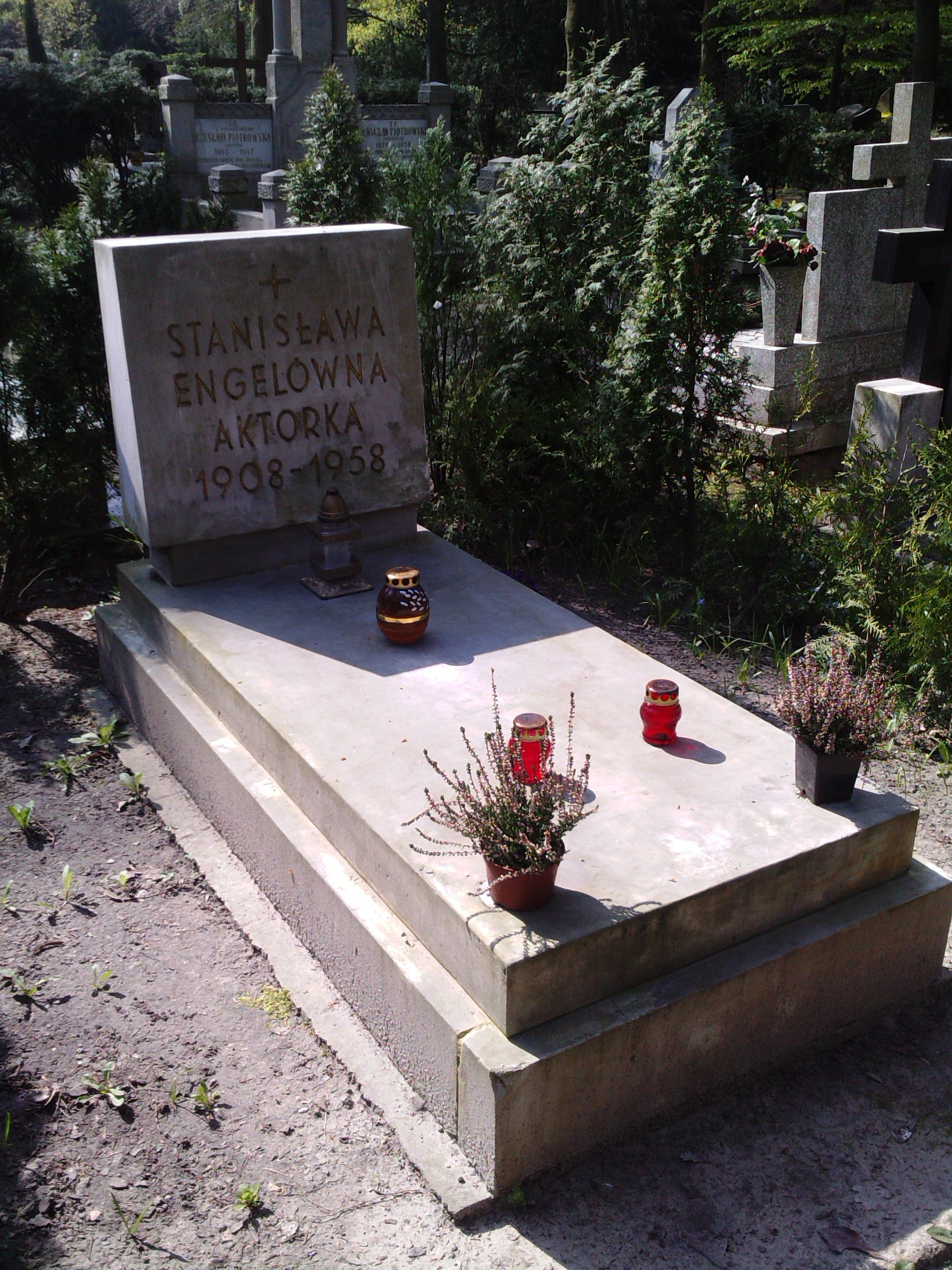
Phần mộ của Stanisława Angel-Engelówna tại Nghĩa trang Trung tâm Szczecin

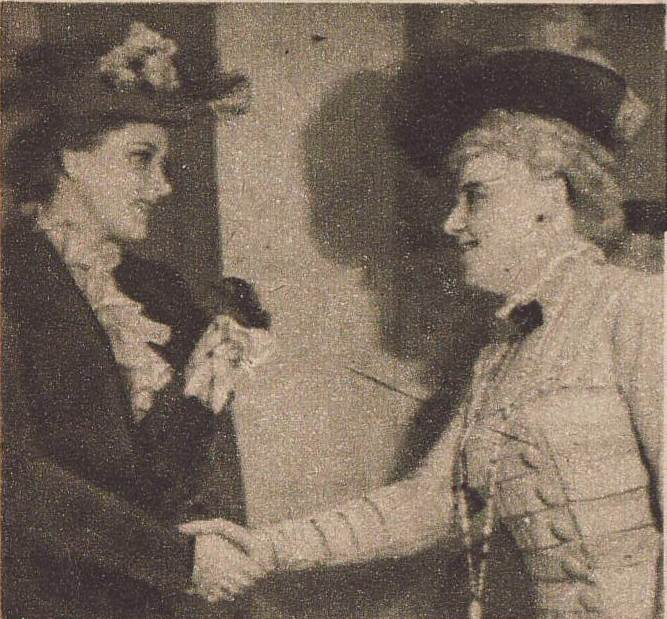
Wanda Jarszewska và Stanisława Angel-Engelówna trong vở kịch (Hạnh phúc của Frania), 1948

Năm 1935, Stanisława Angel-Engelówna tốt nghiệp Học viện Nghệ thuật Sân khấu Bang ở Warszawa. Bà tham gia đóng vở "Dożywociu " của Aleksander Fredro tại Nhà hát Quốc gia. Chiến tranh thế giới thứ 2 bùng nổ đã làm gián đoạn con đường diễn viên rất triển vọng của bà. Sau chiến tranh, năm 1949, bà chuyển đến Szczecin để biểu diễn tại Nhà hát Kịch. Các vai diễn mà bà đóng vai:
- Công chúa Éboli trong vở "Don Carlos" của Schiller,
- Warren trong "Profesji pani Warren" của Shaw,
- Elwira trong "Świętoszku" của Molière,
- Lady Milford trong "Intrydze i miłości" của Schiller,
- Agafia trong "Ożenku" của Gogol.

Năm 1956, bà nhận được Giải thưởng Thành phố Szczecin cho hoạt động nghệ thuật trọn đời. Bà qua đời ngày 7 tháng 8 năm 1958. Thi hài được chôn cất tại Nghĩa trang Trung tâm ở Szczecin.

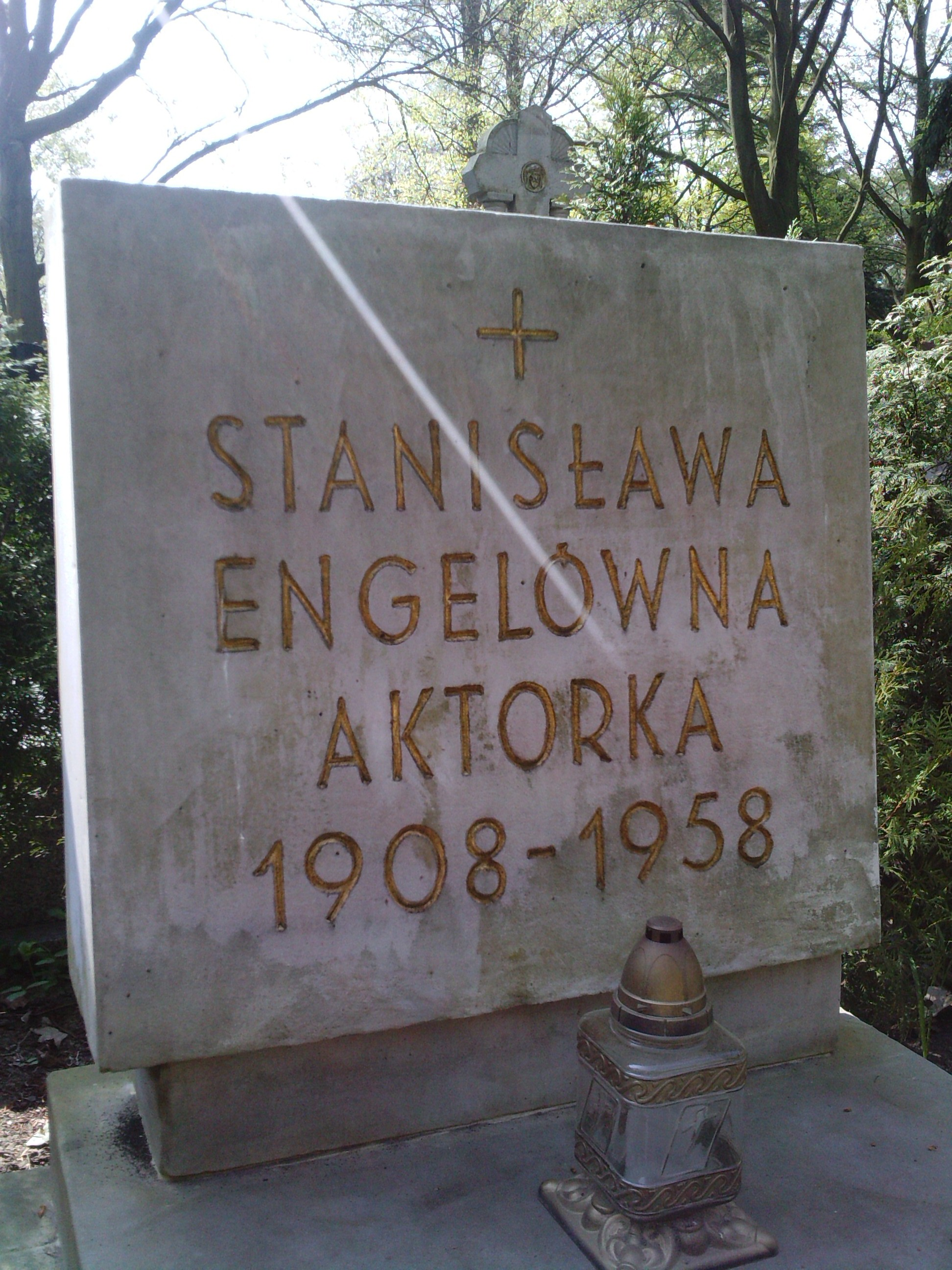
Bia mộ của Stanisława Angel-Engelówna tại Nghĩa trang Trung tâm Szczecin

Stanisława Angel là vợ của nam diễn viên Stanisław Kojałłowicz.

## Những bộ phim có sự tham gia của Stanisława Angel
Dưới đây là danh sách phim mà Stanisława Angel diễn:
- 1939 - O czym się nie mówtrong vai Frania Wątorek,
- 1939 - Geniusz scenytrong vai Róża,
- 1938 - Wrzos trong vai Kazia,
- 1938 - Serce matki trong vai Maria,
- 1938 - Rena trong vai Rena Łaska,
- 1938 - Florian trong vai cháu gái của Bronek.